# Michael D. Barnes

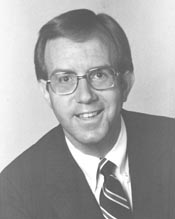
Michael D. Barnes

Michael Darr Barnes (* 3. September 1943 in Washington, D.C.) ist ein US-amerikanischer Politiker. Zwischen 1979 und 1987 vertrat er den Bundesstaat Maryland im US-Repräsentantenhaus.

## Werdegang
Michael Barnes besuchte zunächst die Landon School in Bethesda und danach bis 1962 die Princilap High School in St. Louis (Missouri). Daran schloss sich bis 1965 ein Studium an der University of North Carolina in Chapel Hill an. In den Jahren 1965 und 1966 studierte Barnes am Hochschulinstitut für internationale Studien und Entwicklung in Genf. Zwischen 1967 und 1969 diente Barnes als Korporal im Marine Corps. Nach einem anschließenden Jurastudium an der George Washington University und seiner 1972 erfolgten Zulassung als Rechtsanwalt begann er in diesem Beruf zu arbeiten. Von 1975 bis 1978 arbeitete er für die Kommission für öffentliche Dienstleistungen von Maryland.
Politisch schloss sich Barnes der Demokratischen Partei an. Bei den Kongresswahlen des Jahres 1978 wurde er im achten Wahlbezirk von Maryland in das US-Repräsentantenhaus in Washington gewählt, wo er am 3. Januar 1979 die Nachfolge von Newton Steers antrat. Nach drei Wiederwahlen konnte er bis zum 3. Januar 1987 vier Legislaturperioden im Kongress absolvieren.
Im Jahr 1986 verzichtete er auf eine weitere Kandidatur. Stattdessen bewarb er sich erfolglos um einen Sitz im US-Senat. Nach dem Ende seiner Zeit im US-Repräsentantenhaus praktizierte Michael Barnes wieder als Anwalt. Zwischen 2000 und 2006 war er Präsident des Brady Center to Prevent Gun Violence.